# Leslie Groves

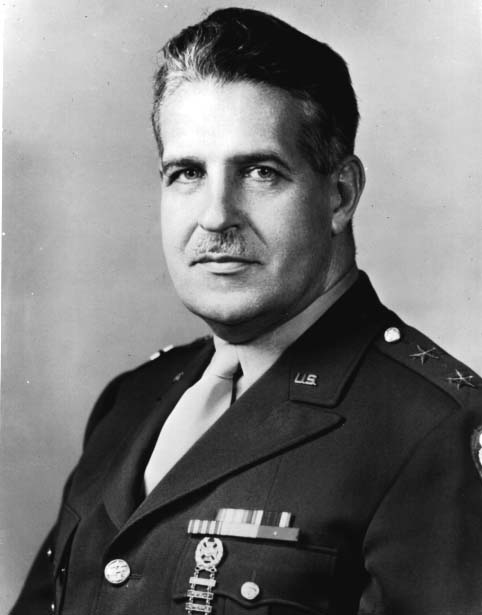
Leslie R. Groves

Leslie Richard Groves (* 17. August 1896 in Albany, New York; † 13. Juli 1970 in Washington, D.C.) war ein Lieutenant General der US Army und militärischer Leiter der Entwicklung der ersten Atombombe im Manhattan-Projekt.

## Militärische Laufbahn
Groves studierte an der Universität von Washington, am Massachusetts Institute of Technology (MIT) und absolvierte 1918 die US Military Academy in West Point, New York.
Während seiner Dienstzeit als stellvertretender Leiter für Bauvorhaben der Pioniertruppen war er maßgeblich am Bau des Pentagons unter seinem Vorgesetzten Lieutenant General Brehon Somervell beteiligt. Dieser schlug ihm 1942 wegen seiner organisatorischen Begabung im Auftrage der politisch Verantwortlichen Vannevar Bush und James Bryant Conant vor, ein geheimes neuartiges militärisches Nuklearwaffen-Entwicklungsprojekt zu übernehmen. Damit wurde er der Hauptverantwortliche für eines der größten Projekte der US-amerikanischen Militärgeschichte, den Bau der ersten Atombombe, das von Groves selbst mit der unverfänglichen Bezeichnung „Manhattan Engineering District (MED)“, später nur noch bezeichnet als Manhattan-Projekt, versehen wurde. Insgesamt waren an dem Projekt 150.000 Personen beteiligt, davon 14.000 Wissenschaftler und Ingenieure, bei einem Gesamtkostenaufwand von zwei Milliarden US-Dollar. Die Kosten entsprachen etwa 0,67 % der gesamten US-amerikanischen Kriegsausgaben des Zweiten Weltkriegs von etwa 296 Milliarden US-Dollar.
Als oberster militärischer Entscheidungsträger des Manhattan-Projekts rekrutierte er unter strengster Geheimhaltung für die Großforschungsanlage Los Alamos National Laboratory in Los Alamos bei Santa Fé, New Mexico unter Anleitung des Physikers Robert Oppenheimer zahlreiche führende Wissenschaftler, Physiker, Chemiker und Ingenieure (u. a. Leó Szilárd, Edward Teller, Enrico Fermi, Eugene Wigner) zur technischen Entwicklung der ersten Atombombe. An weiteren von Groves neu etablierten Großforschungsanlagen in Oak Ridge, westlich von Knoxville Tennessee (Oak Ridge National Laboratory; ORNL) wurde die Uran-Aufbereitung mit Abtrennung des spaltbaren Isotops 235U mittels Gas-Diffusion entwickelt. An dem großen neuen Großforschungszentrum Hanford Site bei Pasco, Washington wurde spaltbares Plutonium 239Pu in speziell entwickelten Reaktoren hervorgebracht.
Das gesamte Programm des Manhattan-Projekts umfasste 37 geheime Einrichtungen in 19 US-Bundesstaaten, z. T. in Zusammenarbeit mit Einrichtungen in England.

Orte wichtiger Einrichtungen des Manhattan-Projekts

In der Wüste bei Alamogordo ca. 400 Kilometer südlich von Los Alamos wurde am 16. Juli 1945 der erste Nuklearwaffentest „Trinity“ mit einer Plutoniumbombe durchgeführt. Drei Wochen später erfolgte am 6. August 1945 der erste Einsatz einer Atombombe in Hiroshima (Japan).
Die Nominierung des als äußerst effektiv und durchsetzungsfähig geltenden Leslie R. Groves erwies sich als eine entscheidende Weichenstellung für die unerwartet rasche Einsatzfähigkeit einer Atombombe.
Leslie R. Groves schied im Jahre 1948 aus der US Army aus. 1962, fast 20 Jahre nach Ende des Manhattan-Projektes, veröffentlichte er eine Monographie, in der er die Geschichte dieses historischen Projekts aufarbeitete und zusammenfasste.

## Auszeichnungen
Auswahl der Dekorationen, sortiert in Anlehnung der Order of Precedence of Military Awards:
- Army Distinguished Service Medal
- Legion of Merit
- Kommandeur des belgischen Leopoldsorden
- Companion des Order of the Bath